# Джошуа Болтен
Джошуа Брюстер Болтен (англ. Joshua Brewster Bolten; нар. 16 серпня 1954, Вашингтон) — Голова адміністрації Президента США з 2006 по 2009.
Син співробітника ЦРУ Сеймура Болтена і вчителя світової історії в Університеті Джорджа Вашингтона Аналуїзи Болтен. У 1976 році отримав ступінь бакалавра мистецтв у Школі громадських і міжнародних відносин імені Вудро Вільсона у Принстонському університеті. У 1980 році отримав ступінь доктора юриспруденції у Школі права Стенфордського університету.
Він був клерком в окружному суді Сан-Франциско, займався приватною практикою у фірмі O'Melveny & Myers, потім працював в юридичному підрозділі Державного департаменту США. Був виконавчим помічником директора Комісії Кіссінджера з питань Центральної Америки (Kissinger Commission on Central America). З 1985 по 1989 рік обіймав посаду радника сенатського фінансового комітету з питань міжнародної торгівлі. У президентській адміністрації Джорджа Буша-старшого протягом трьох років працював юрисконсультом торгового представника США і протягом одного року — заступником помічника президента з юридичних питань. Під час осіннього семестру 1993 викладав міжнародні торговельні відносини у Школі права Єля. З 1994 по 1999 рік обіймав посаду виконавчого директора з юридичних і урядовим справах компанії Goldman Sachs International у Лондоні.
З березня 1999 року по листопад 2000 був директором зі стратегії передвиборчої кампанії Джорджа Буша-молодшого і Діка Чейні, отримав прізвисько «Чарівник» (Wizard).
З січня 2001 по червень 2003 року був помічником президента і заступником глави президентської адміністрації щодо політичної стратегії.
30 червня 2003 обійняв посаду директора бюджетно-розподільного управління в адміністрації Буша.